# 环甲基色氨酸
环甲基色氨酸是一种含氮有机化合物，化学式C12H12N2O2，存在于一些鏈黴菌屬（Streptomyces）物种，蒲公英属（Taraxacum）物种，以及番茄（Solanum lycopersicum）中。